# Первая столица (телепрограмма)
Видеокана́л «Пе́рвая столи́ца» — бывшая харьковская общественно-историческая программа(видеоканал). Первый выпуск вышел в 1994 году. Основатель и беcсменный руководитель Константин Кеворкян.
Старейшая авторская программа независимого телевидения на Украине.

## История
В 1992 году журналист Константин Кеворкян на харьковском телеканале Тонис-центр организовал авторскую передачу «Первая столица», в которой на историко-публицистических материалах развивал бренд «Харьков – первая столица», подразумевающий, что город в 1919-1939 годах был столицей Советской Украины. В 1994 года Кеворкян основал собственный теле- видеоканал[прояснить] «Первая столица»:605.
В 2005 году после Оранжевой революции на Украине харьковский «Седьмой канал» разорвал договор с «Первой столицей» и отказался транслировать его передачи. Кеворкян и руководство «Первой столицы» назвало эти события политической расправой. Эфиры телеканала позже продолжились.
В 2010 году Вечерний Харьков писал, что общий хронометраж выпущенных произведений «Первой столицы» за 17 лет работы составил более 20 тысяч минут.

## Оценки
Советский и украинский историк Владимир Кравченко в 2010 году писал, что «Первая столица» является проектом, претендующим на создание «нового варианта регионального исторического нарратива» и имеющим, «безусловно, не только коммерческое, но и определенное политическое и национально-культурное измерение»:296.
Украинский церковный деятель Игорь Исиченко считает, что концепция видеоканала «Первая столица» состоит в отождествлении украинской государственности с УССР и отказе осознавать преемственность с Гетманщиной XVII-XVIII веков или «княжеским государством» IX-XIII веков. Это позволило Кеворкяну и его единомышленникам провозгласить Харьков, а не Киев, Чигирин, Батурин или Глухов первой столицей Украины и тем самым «тешить провинциальное самолюбие»:88.
Политолог Татьяна Журженко считает, что «Первая столица» была амбивалентной попыткой по-новому рассказать местную историю. Хоть название «Первая столица» относится к 1919−1934 годам, когда Харьков был столицей Советской Украины, Кеворкян на канале определяет «золотую эпоху» города концом XIX века. Журженко пишет, что «в такой перспективе рассмотрения истории города советские и российско-имперские нарративы сочетаются с локальными украинскими нарративами и символами». Согласно Кеворкяну
ключ к новому благосостоянию и культурному возрождению Харькова находится в экономической регионализации; город должен стать «теневой столицей русскоязычной культуры на Украине»:139.

## Награды
- Лауреат Всеукраинского фестиваля телевизионных программ «Украина единая» (Украина; 2000, 2003, 2004)
- Первое место на всеукраинском фестивале региональных телевизионных программ «Золота Хвиля» (Украина, 1999)[4]
- Ежегодная премия Национального совета Украины по вопросам телевидения и радиовещания «Телетриумф» в номинации «Региональная программа» (Украина, 2005)[4]
- Лауреат международного фестиваля телепрограмм и фильмов «Золотой бубен» (Россия, 2007) [4]
- Победитель областного творческого конкурса журналистов «Часопис» (Украина, 2007)[4]
- Победитель третьего телефестиваля «Открой Украину» (Украина, 2008)[4]